# 모리스 베자르

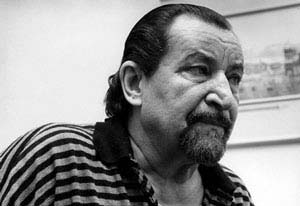

모리스 베자르(Maurice Béjart, 1927년 1월 1일 ~ 2007년 11월 22일)는 스위스 로잔에서 베자르 발레단을 운영했던 프랑스의 무용수, 안무가, 오페라 연출가였다. 방대한 주제를 다루는 대중적인 표현주의 현대 발레 형식을 발전시켰다. 사후 스위스 시민권을 취득했다.

## 댄스 스쿨
베자르는 여러 댄스 스쿨을 세웠다.
- 브뤼셀의 무드라 학교(1970-1988);
- 다카르의 무드라 아프리카 학교(1977-1985);
- 로잔의 루드라 학교(1992-2007).